# 考穆特
考穆特（匈牙利語：Kamut），是匈牙利贝凯什州所辖的一个村。总面积60.48平方公里，总人口1003，人口密度16.6人/平方公里（2015年）。